# Средний Кардаил
Средний Кардаил — река в России, протекает по Балашовскому и Поворинскому районам Воронежской области. Правая составляющая реки Кардаил (левая — Дальний Кардаил), находится в 128 км от устья. Длина реки составляет 12 км, площадь водосборного бассейна 72,1 км².

## Данные водного реестра
По данным государственного водного реестра России относится к Донскому бассейновому округу, водохозяйственный участок реки — Бузулук, речной подбассейн реки — Хопер. Речной бассейн реки — Дон (российская часть бассейна).
Код объекта в государственном водном реестре — 05010200412107000007712.